# Ponos
Ponos (gr. Πόνος pónos, łac. labor) – w języku starogreckim trud, wysiłek. W filozofii cynickiej nadawano mu wartość etyczną. W mitologii personifikowano go pod postacią bóstwa, jako syna Eris.

## Filozofia
Dla cyników (Antystenesa, Diogenesa i późniejszych cyników), cnota wymagała wyrobienia odporności na trudności stawiane przez naturę. Odporność zdobywało się przez hartowanie ciała i ducha i nabycie przyzwyczajeń w panowaniu nad przyjemnościami. Wskazując tę drogę cynicy używali dwóch pojęć: ponos (trudu) i askesis (ćwiczenia)  .  Trud, przez zwykłych ludzi unikany i uznawany za nieprzyjemny, został przez cyników uwznioślony i potraktowany jako dobro. Życie w trudzie było przez cyników uznawane za wartościowe i godne mędrca.

## Mitologia
Hezjod w Teogonii (226-232) personifikuje Ponos jako bóstwo trudu, pośród licznego potomstwa bogini niezgody, Eris.

Zwada [Eris] zaś nienawistna zrodziła Wysiłek bolesny [Ponos]

i Zapomnienie [Lete], i Głód [Limos], Boleści łzami oblane [Algos],

Bójki [Hysminai], Walki [Mache], Morderstwa [Fonos] i jeszcze Mężobójstwa [Androktasiai],

Kłótnie [Neikea] i Słowa Kłamliwe [Pseudologoi], i Na-dwie-strony-rozprawy [Amfilogiai],

i Bezprawie [Dysnomia], i Szał [Ate], co zwykły w parze przychodzić,

i Przysięgę [Horkos], która najbardziej ludzi na ziemi

trapi, gdy ktoś umyślnie złoży przysięgę fałszywą